# TARIC
TARif Intégré Communautaire (Zintegrowana Taryfa Wspólnot Europejskich) – prowadzony przez Dyrekcję Generalną Podatków i Unii Celnej system, który integruje wszelkie ustalenia prawne państw członkowskich Unii Europejskiej związane z taryfami celnymi dla produktów przemysłowych i rolnych.
Zawiera m.in. kody towarów (nomenklatura celna), stawki celne wyrażone w procentach lub kwocie za określoną jednostkę dla danego państwa lub grupy państw, z którego towar przybywa, podstawę prawną z komentarzem (przypisem), okres ważności stawki celnej, dane do nadzoru importu i eksportu, limity ilościowe (kontyngenty), wskaźniki antydumpingowe, zawieszenia cła, preferencje celne, zwroty eksportowe, cła wyrównawcze, zakazy importu i eksportu. Nie zawiera informacji o narodowych podatkach takich jak stawki VAT czy akcyzy.
Codziennie wsadowo generuje dane dla lokalnych systemów podatkowych (akcyza i VAT). Dane są zbierane i aktualizowane w centralnej bazie danych, która jest udostępniana poprzez publicznie dostępne internetowe bazy danych.